# Saint-Hilaire-Saint-Mesmin
Saint-Hilaire-Saint-Mesmin è un comune francese di 2 886 abitanti situato nel dipartimento del Loiret nella regione del Centro-Valle della Loira.
Il territorio comunale è bagnato dalle acque del fiume Loiret.

## Società

### Evoluzione demografica
Abitanti censiti